# Red Badgro
Morris Hiram "Red" Badgro, född den 1 december 1902 i Orillia i Washington, död den 13 juli 1998 i Kent i Washington, var en amerikansk professionell idrottsman som spelade både amerikansk fotboll i National Football League (NFL) och baseboll i Major League Baseball (MLB). Han spelade dock mest amerikansk fotboll och blev senare invald i Pro Football Hall of Fame.

## Karriär

### Amerikansk fotboll
Badgro utövade inte mindre än tre idrotter under sina collegeår på University of Southern California. Han var inte helt säker på att det var amerikansk fotboll han ville satsa på, men hamnade ändå till slut i New York Yankees 1927, som vid den tiden hade en amerikansk fotbollsklubb utöver den mer kända basebollklubben med samma namn. Efter endast ett år kom han att spela baseboll (se nedan) för att sedan återvända till NFL 1930. Då hade Yankees fått lägga ned sin verksamhet i amerikansk fotboll och Badgro skrev på för New York Giants. Under hans tre sista säsonger i Giants lyckades de nå den nyskapade mästerskapsfinalen NFL Championship Game samtliga tre åren. Badgro blev i finalmatchen 1933 den första spelaren någonsin att göra en touchdown i NFL:s mästerskapsmatch, men det räckte inte till vinst då Giants besegrades av Chicago Bears med 23-21. Den enda av de finaler som Giants spelade under Badgros tid i klubben som slutade med vinst var den 1934 då Giants fick revansch mot Chicago Bears med siffrorna 30-13. Finalen året därefter förlorade Badgros Giants mot Detroit Lions med 26-7 och Badgros karriär i Giants var över. 1936 spelade Badgro sin nionde och sista säsong i NFL då han representerade Brooklyn Dodgers.
Badgro var ansedd både för sina defensiva och offensiva kvaliteter. Hans skicklighet som wide receiver uppmärksammades också då han 1934 lyckades fånga 16 passningar, vilket han var delad etta med det året. Att fånga passningar vid denna tid var inte speciellt vanligt då passningsspelet ännu inte var så utvecklat och för det mesta sprang lagen bollen i stället.

#### Hall of Fame
1981 valdes Badgro in i Pro Football Hall of Fame, hela 45 år efter att han slutade spela (rekord). Badgro var då 78 år gammal och blev den dittills äldsta spelaren att bli invald i Hall of Fame.

#### Statistik
Väldigt lite statistik räknades före 1932, förutom matcher och touchdowns.
| År     | Klubb            | Matcher | Receptions (Mottagningar) | Yards | Yards i snitt per mottagning | Touchdowns |
| ------ | ---------------- | ------- | ------------------------- | ----- | ---------------------------- | ---------- |
| 1927   | New York Yankees | 12      | -                         | -     | -                            | 1          |
| 1928   | New York Yankees | 1       | -                         | -     | -                            | 0          |
| 1930   | New York Giants  | 17      | -                         | -     | -                            | 3          |
| 1931   | New York Giants  | 13      | -                         | -     | -                            | 0          |
| 1932   | New York Giants  | 12      | 6                         | 106   | 17,7                         | 0          |
| 1933   | New York Giants  | 12      | 9                         | 176   | 19,6                         | 2          |
| 1934   | New York Giants  | 13      | 16                        | 206   | 12,9                         | 1          |
| 1935   | New York Giants  | 5       | 1                         | 13    | 13,0                         | 0          |
| 1936   | Brooklyn Dodgers | 9       | 3                         | 59    | 19,7                         | 0          |
| Totalt |                  | 94      | 35                        | 560   | 16,0                         | 7          |

### Baseboll
Även om Badgros största bedrifter skedde i amerikansk fotboll spelade han två säsonger för St. Louis Browns 1929-1930 och är en av endast nio spelare som blivit invalda i Pro Football Hall of Fame och även spelat baseboll i MLB. Sammanlagt spelade han 143 matcher för Browns och hade ett slaggenomsnitt på 0,257, två homeruns och 45 inslagna poäng (RBI:s). Efter de två säsongerna återvände han till NFL och New York Giants.